# Le Roi du Danube
Pour plus de détails, voir Fiche technique et Distribution.
Le Roi du Danube (Donauwalzer) est un film allemand réalisé par Victor Janson, sorti en 1930.

## Fiche technique
- Titre original : Donauwalzer
- Titre français : Le Roi du Danube
- Réalisation : Victor Janson
- Scénario : Walter Reisch
- Photographie : Guido Seeber
- Pays de production : République de Weimar
- Format : Noir et blanc - 1,33:1 - Film muet
- Date de sortie : 1930

## Distribution
- Paul Biensfeldt : Kammertjener
- Ferdinand Bonn : Prince Waldmannsdorff
- Harry Hardt : Graf Karinthy
- Harry Liedtke : Gustl Hochstetter
- Peggy Norman : Duchesse Eugénie
- Hermann Picha : Hôtelier
- Adele Sandrock : Princesse Waldmannsdorff